# Bălți
Bălți er en by i Moldova, der har et indbyggertal på 97.930(2014) indbyggere. Byen blev grundlagt i 1620 og fik byrettigheder i 1818. Bălți er Moldovas tredjestørste by efter Chișinău og Tiraspol, og den betegnes sommetider "den nordlige hovedstad", idet den er landets nordlige økonomiske og kulturelle centrum.